# Afonso al II-lea al Portugaliei
Afonso al II-lea, Rege al Portugaliei (pronunția AFI în portugheză ɐˈfõsu;), sau Affonso (portugheza veche), Alfonso sau Alphonso (portughezo-galiciană) sau Alphonsus (limba latină), supranumit Cel gras (portugheză o Gordo) (n. 23 aprilie 1185, Coimbra, Districtul Coimbra, Portugalia – d. 25 martie 1223, Coimbra, Districtul Coimbra, Portugalia) a fost al treilea rege al Portugaliei . A fost al doilea fiu al lui Sancho I al Portugaliei și a Dulcei Berenguer de Barcelona (Infanta Aragonului), dar cel mai mare dintre supraviețuitori. Afonso a urcat pe tron în 1212. 
Ca rege, Afonso al II-lea a avut propria metodă de guvernare. Tatăl său Sancho I și bunicul său Afonso I fuseseră preocupați în primul rând de confruntarea militară cu vecinii castilieni și cu maurii din sud. Afonso nu a fost interesat de expansiunea teritorială, și a reușit să asigure pacea cu Castilia pe durata domniei sale. Cu toate acestea, unele orașe, precum Alcácer do Sal în 1217, au fost cucerite de la mauri de către nobili acționând din inițiativă proprie. Asta nu înseamnă că Afonso avea un caracter slab sau laș. Primii ani ai domniei sale au fost marcați de dispute interne cu frații și surorile sale. Regele a putut menține liniștea în cadrul frontierelor sale numai scoțându-i în afara legii și exilându-i pe frații săi. 
Din moment ce chestiunile militare nu erau prioritare, Afonso a organizat statul, asigurând puterea centralizată. A creat primul cod de legi scrise ale Portugaliei. Legile se refereau în primul rând la proprietatea privată, la justiția civilă, și la emiterea monezii. Afonso a trimis de asemenea ambasadori în regatele europene din afara Peninsulei Iberice, inițiind relații comerciale cu majoritatea. 
Alte reforme au privit relația cu Papa. Pentru ca papa să recunoască independența Portugaliei, bunicul său, Afonso I, a trebuit să ofere numeroase privilegii Bisericii. Acestea au dus la crearea unui stat în stat. Odată ce statutul de țară al Portugaliei a fost confirmat, Afonso al II-lea și-a permis să reducă din puterea clerului, și să folosească o parte din fondurile Bisericii Romano-Catolice pentru necesitățile statului. Aceste măsuri au avut drept rezultat un conflict diplomatic între papalitate și Portugalia. După ce a fost excomunicat pentru îndrăzneala sa de către Papa Honoriu al III-lea, Afonso al II-lea a promis reconcilierea cu Biserica, dar a murit în 1223, înainte să facă vreun efort serios în acest sens. 